# Куалапуу
Куалапуу (гав. Kualapuʻu — букв. «опрокинутый холм», вероятно происходит от puʻuʻuala — «холм батата») — статистически обособленная местность, расположенная на острове Молокаи в округе Мауи (штат Гавайи, США). В поселении когда-то находился консервный завода ананасов, связанный с компанией Del Monte Foods.

## География
Согласно Бюро переписи населения США статистически обособленная местность Куалапуу имеет общую площадь 76,4 квадратных километров, из которых 76 км2 относится к суше и 0,4 км2 или 0,46 % — к водным ресурсам.

## Демография
По данным переписи населения за 2000 год в Куалапуу проживало 1936 человек, насчитывалось 564 домашних хозяйства, 465 семей и 592 жилых дома. Средняя плотность населения составляла около 24,5 человек на один квадратный километр.
Расовый состав Куалапуу по данным переписи распределился следующим образом: 7,7 % белых, 0,5 % — коренных американцев, 16,7 % — азиатов, 43,5 % — коренных жителей тихоокеанских островов, 31,2 % — представителей смешанных рас, 0,4 % — других народностей. Испаноговорящие составили 4,8 % населения.
Из 564 домашних хозяйств в 35,5 % — воспитывали детей в возрасте до 18 лет, 59,9 % представляли собой совместно проживающие супружеские пары, в 14 % семей женщины проживали без мужей, 17,4 % не имели семьи. 14,54 % от общего числа семей на момент переписи жили самостоятельно, при этом 4,4 % составили одинокие пожилые люди в возрасте 65 лет и старше. В среднем домашнее хозяйство ведут 3,43 человек, а средний размер семьи — 3,78 человек.
Население Куалапуу по возрастному диапазону (данные переписи 2000 года) распределилось следующим образом: 33,5 % — жители младше 18 лет, 7,1 % — между 18 и 24 годами, 25,1 % — от 25 до 44 лет, 21,4 % — от 45 до 64 лет и 12,9 % — в возрасте 65 лет и старше. Средний возраст жителей составил 34 года. На каждые 100 женщин приходился 101 мужчина, при этом на каждые сто женщин 18 лет и старше приходилось 99,8 мужчин также старше 18 лет.

## Экономика
Средний доход на одно домашнее хозяйство Куалапуу составил 37 422 долларов США, а средний доход на одну семью — 37 895 долларов. При этом мужчины имели средний доход в 30 833 долларов в год против 21 595 долларов среднегодового дохода у женщин. Доход на душу населения составил 15 373 долларов в год. 11,2 % от всего числа семей в местности и 15,1 % от всей численности населения находилось на момент переписи за чертой бедности, при этом 19,9 % из них были моложе 18 лет и 12,3 % — в возрасте 65 лет и старше.